# Dying Light
Dying Light – gra komputerowa o otwartym świecie należąca do gatunku survival horror, stworzona przez Techland. Gra została wydana przez Warner Bros. Interactive Entertainment 27 stycznia 2015 na komputery osobiste z systemami Microsoft Windows i Linux oraz konsole PlayStation 4 i Xbox One. 9 lutego 2016 roku ukazało się rozszerzenie do gry, zatytułowane The Following.

## Fabuła

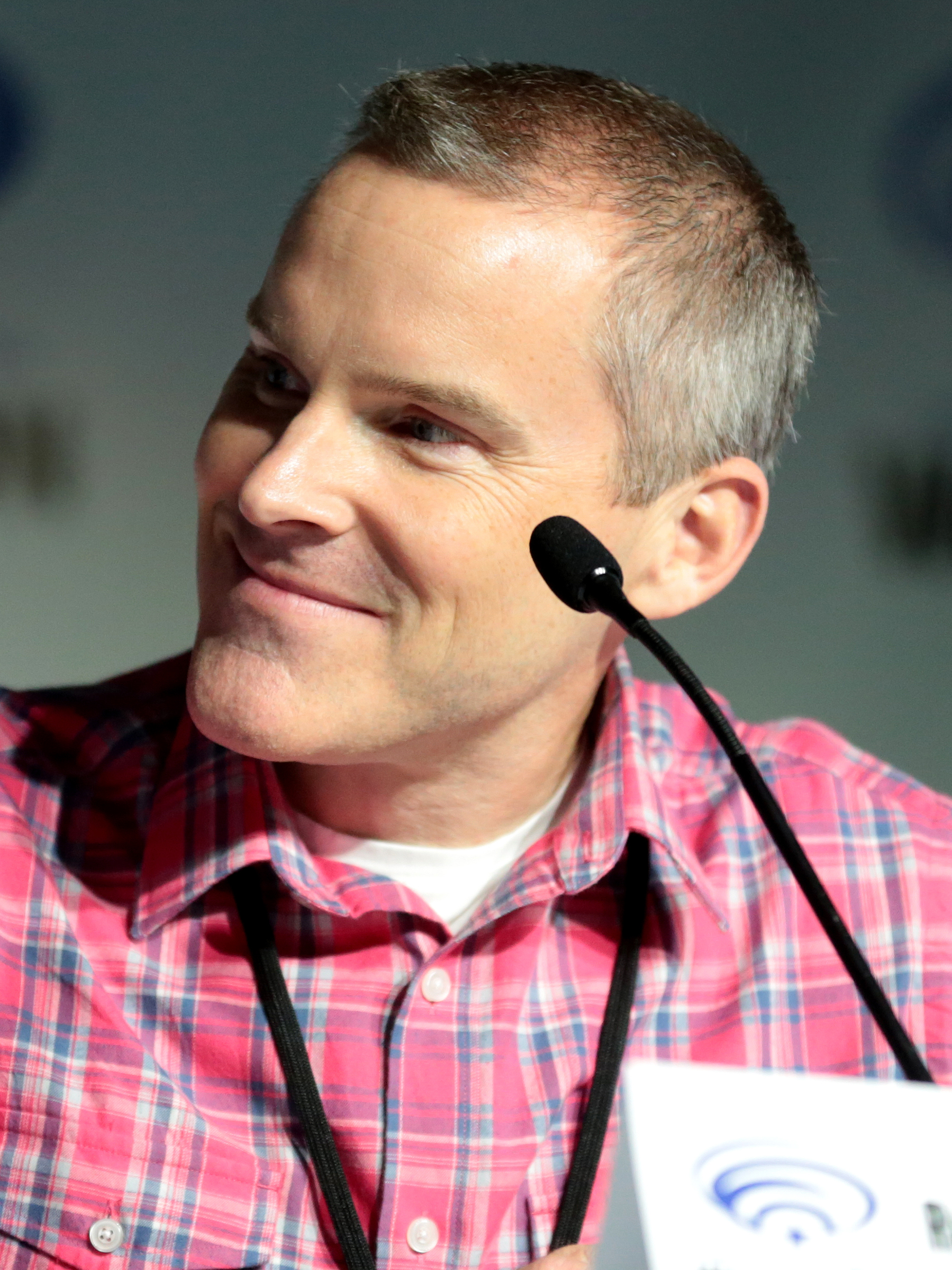
Roger Craig Smith udzielający głosu Kyleowi Crane w angielskiej wersji gry

Głównym bohaterem gry jest Kyle Crane, który na polecenie fikcyjnej organizacji GRE (Globalny Resort Epidemiologiczny) trafia do miasta Harran. Na miejscu okazuje się, że mieszkańcy zostali zarażeni chorobą, która zmieniła ich w zombie. Z opresji ratują go nieznani wybawcy, jak się okazuje należący do grupy ocalałych. Celem bohatera staje się odnalezienie pliku zawierającego informacje o potencjalnym lekarstwie. Plik znajduje się w posiadaniu Kadira „Raisa” Sulejmana – głównego antagonisty gry.  W dodatku zatytułowanym The Following gracz dowiaduje się tego, że poza miastem są ludzie, którzy są odporni na zarażenie. Bohater wyrusza tam, by zbadać sytuację.

## Produkcja gry
Gra powstała na silniku Chrome Engine 6. Umożliwia on działanie gry w pełnym środowisku DirectX 11. Deweloperzy zaprzestali prac nad wersjami na PlayStation 3 i Xbox 360, ponieważ konsole nie radziły sobie z generowaniem otwartego świata i dynamicznego światła.

### Dying Light: Bad Blood
Pod koniec 2017 roku twórcy gry zapowiedzieli wydanie wieloosobowej gry komputerowej z gatunku battle royale, będącej spin-offem serii gier Dying Light oraz samodzielnym dodatkiem do gry Dying Light. Gra jako dodatek na etapie wczesnego dostępu wprowadza obecnie trzy nowe tryby rozgrywki wieloosobowej: „Błyskawiczne łupienie” (polegające na ewakuacji z miasta nim zapadnie mrok), „Sojusznicy i zdrajcy” (gracze dzięki zbieranymi próbkom krwi zakażonych „wykupują” sobie miejsce w helikopterze ewakuacyjnym – co zachęca do tworzenia tytułowych sojuszów) oraz „Ewakuacja” (ekwiwalent trybu „sojusznicy i zdrajcy” z różnicą dostarczania próbek tylko na siebie).
Gra została opublikowana we wrześniu 2018 na platformy PC oraz na konsole ósmej generacji we wczesnym dostępie, a w pełnej wersji miała pojawić się w 2019 roku.

## Odbiór gry
Gra spotkała się z pozytywnym odbiorem recenzentów, uzyskując w wersji na komputery osobiste według serwisu Metacritic 75/100 punktów oraz 72,80% według agregatora GameRankings.